# Colgada
Colgada är i argentinsk tango en position där partnerna lutar bort från varandra med sin kroppstyngd och håller i varandra med omfamningen. Fötterna är närmare partnern än överkroppen är, och ingen av de bägge dansarna har helt och hållet sin egen balans. Ofta kombineras colgadan med att paret tillsammans snurrar runt sin gemensamma tyngdaxel.
Motsatsen, där dansarna lutar mot varandra, kallas volcada.